# ادیگاراکالهالی
ادیگاراکالهالی (به انگلیسی: Adigarakallahalli) یک روستا در هند است که در کارناتاکا واقع شده‌است.